# Aleksandr Polozov
Aleksandr Polozov (* 16. April 1986 in Kohtla-Järve, Estnische SSR, Sowjetunion) ist ein estnisch-neuseeländischer Eishockeyspieler, der für beide Nationen bei Weltmeisterschaften spielte und seit 2016 erneut beim Botany Swarm in der New Zealand Ice Hockey League spielt.

## Karriere
Aleksandr Polozov begann seine Karriere als Eishockeyspieler in der Nachwuchsabteilung des tschechischen Klubs HC Ceska Lipa, für den er von 2001 bis 2002 in der zweithöchsten tschechischen U18-Liga antrat. Anschließend spielte der Angreifer drei Jahre lang für die zweite Mannschaft von Torpedo Nischni Nowgorod in der drittklassigen russischen Perwaja Liga, ehe er zu Vaasan Sport in die Mestis, die zweite finnische Spielklasse, wechselte. 2006 kehrte er in seine Heimat zurück, spielte aber nur vier Spiele für Välk 494 aus der estnischen Liga und kehrte dann in die Perwaja Liga zurück, wo er für Kombat Sankt Petersburg die Stiefel schnürte. Als 2007 mit den Tartu Big Diamonds ein estnisches Profiteam für die Teilnahme an der lettischen Eishockeyliga gegründet wurde, schloss sich Polozov dieser Mannschaft an und wurde nach einer starken Saison in das All-Star-Team der lettischen Liga gewählt. Bereits nach einer Spielzeit wurde der Klub jedoch aus finanziellen Gründen wieder aufgelöst und Polozov wechselte erneut nach Finnland, wo er zunächst ein Jahr bei ValKi in der II-divisioona, der vierthöchsten finnischen Spielklasse aktiv war und mit 59 Scorerpunkten in 27 Spielen zu den Leistungsträgern gehörte. Im Folgejahr versuchte er sich eine Klasse höher in der Suomi-sarja, wo er aber für den HC Kuusankoski und Kotkan Titaanit nicht über vereinzelte Einsätze hinauskam.
Anschließend wechselte Polozov auf die südliche Erdhalbkugel und schloss sich Botany Swarm aus der New Zealand Ice Hockey League an. Mit dem Team aus Auckland, für das er seither mit Ausnahme der Spielzeit 2015, die er bei den Canterbury Red Devils verbrachte, spielt. Mit dem Swarm wurde er 2010 und 2011 neuseeländischer Meister, wobei er 2011 die meisten Assists der Liga aufwies und auch zum wertvollsten Spieler des NZIHL-Finales gewählt wurde.

### International
Für Estland nahm Polozov im Juniorenbereich an den U18-Weltmeisterschaften der Division II 2003 und 2004 sowie den U20-Weltmeisterschaften der Division I 2004 und 2005 und der Division II 2006, als er als bester Vorlagengeber des Turniers maßgeblich zum sofortigen Wiederaufstieg in die Division I beitrug, teil. Im Seniorenbereich trat er für die Balten bei den Weltmeisterschaften der Division I 2006 und 2008 an.
Nachdem Polozov nach langjährigem Aufenthalt in Neuseeland die dortige Staatsbürgerschaft und auch die Spielberechtigung für die neuseeländische Eishockeynationalmannschaft erhalten hatte, nahm er für seine neue Heimat an den Weltmeisterschaften 2017, 2018 und 2019 in der Division II teil.

## Erfolge und Auszeichnungen
- 2006 Aufstieg in die Division I bei der U20-Weltmeisterschaft der Division II, Gruppe B
- 2006 Meiste Torvorlagen bei der U20-Weltmeisterschaft der Division II, Gruppe B
- 2008 All-Star-Team der lettischen Eishockeyliga
- 2010 Neuseeländischer Meister mit dem Botany Swarm
- 2011 Neuseeländischer Meister mit dem Botany Swarm
- 2011 Meiste Torvorlagen der New Zealand Ice Hockey League
- 2011 Wertvollster Spieler des NZIHL-Finales